# Kindergarten Wars
Kindergarten Wars (jap. 幼稚園WARS Yōchien wōzu) – manga autorstwa You Chiby, publikowana w magazynie internetowym „Shōnen Jump+” wydawnictwa Shūeisha od września 2022.
W Polsce prawa do dystrybucji nabyło Studio JG.

## Fabuła
Historia rozgrywa się w Przedszkolu Noir, znanym jako „najbezpieczniejsze przedszkole na świecie”. Przyjmując dzieci polityków, celebrytów, biznesmenów i innych VIP-ów, placówka chroni je przed niedoszłymi zabójcami i porywaczami, zatrudniając byłych przestępców jako wychowawców w zamian za skrócenie wyroków. Rita jest byłą zabójczynią, która znalazła pracę w przedszkolu – zarówno po to, aby uzyskać skrócenie wyroku, działając jako ochroniarz, jak i po to, aby znaleźć w międzyczasie przystojnego chłopaka.

## Publikacja serii
Pierwszy rozdział mangi ukazał się 15 września 2022 w magazynie internetowym „Shōnen Jump+”. Początkowo była publikowana w programie Rookies jako „niezależna manga”, natomiast w marcu 2023 wydawnictwo Shūeisha ogłosiło, że stanie się ona pełnoprawną serią. Według stanu na 4 stycznia 2025, do tej pory wydano 13 tankōbonów.
12 lipca 2024 wydanie mangi w Polsce zapowiedziało wydawnictwo Studio JG, premiera odbyła się zaś 8 listopada.
| Nr | Język japoński   | Język japoński         | Język polski     | Język polski           |
| Nr | Data wydania     | ISBN                   | Data wydania     | ISBN                   |
| -- | ---------------- | ---------------------- | ---------------- | ---------------------- |
| 1  | 3 marca 2023     | ISBN 978-4-08-883486-3 | 8 listopada 2024 | ISBN 978-83-8257-581-1 |
| 2  | 4 kwietnia 2023  | ISBN 978-4-08-883488-7 | 28 lutego 2025   | ISBN 978-83-8257-657-3 |
| 3  | 2 maja 2023      | ISBN 978-4-08-883506-8 | 7 maja 2025      | ISBN 978-83-8257-696-2 |
| 4  | 4 lipca 2023     | ISBN 978-4-08-883541-9 | —                |                        |
| 5  | 4 września 2023  | ISBN 978-4-08-883640-9 | —                |                        |
| 6  | 2 listopada 2023 | ISBN 978-4-08-883702-4 | —                |                        |
| 7  | 4 stycznia 2024  | ISBN 978-4-08-883842-7 | —                |                        |
| 8  | 4 marca 2024     | ISBN 978-4-08-883860-1 | —                |                        |
| 9  | 2 maja 2024      | ISBN 978-4-08-884034-5 | —                |                        |
| 10 | 4 lipca 2024     | ISBN 978-4-08-884091-8 | —                |                        |
| 11 | 4 września 2024  | ISBN 978-4-08-884186-1 | —                |                        |
| 12 | 1 listopada 2024 | ISBN 978-4-08-884264-6 | —                |                        |
| 13 | 4 stycznia 2025  | ISBN 978-4-08-884345-2 | —                |                        |

## Odbiór
Seria zajęła 3. miejsce w konkursie Next Manga Award 2023 w kategorii manga internetowa. W 2024 roku uplasowała się również na 9. miejscu w ankiecie „najbardziej wyczekiwana adaptacja anime”, przeprowadzanej przez AnimeJapan.